# Cahiers d'Art
Cahiers d'Art fou una revista artística i literària francesa fundada l'any 1926 per Christian Zervos. Zervos la va publicar fins al 1960. La revista es va convertir també en una editorial, conservant el mateix nom, que va publicar nombroses monografies sobre artistes francesos o que vivien a França durant la primera meitat del segle xx. Entre les obres publicades, s'inclou un catàleg d'obres de Pablo Picasso, elaborat per Zervos.
La revista va ser fundada pel crític d'art Christian Zervos a París, a la Rue du Dragon, el 1926. Es va publicar -amb una interrupció entre 1941 a 1943- fins al 1960. La primera publicació després de la guerra es va datar com a 1940-1944 i es va centrar en els poetes i escriptors de la Resistència francesa, incloent Vercors.  Cahiers d'art, també va publicar les seleccions del poeta Paul Éluard.
Després de Segona Guerra Mundial, el psicoanalista Jacques Lacan va ser convidat per Zervos a publicar dos articles sobre lògica: El temps lògic i l'asserció de certesa anticipada (1945) i El nombre tretze, i la forma lògica de la sospita (1946). Samuel Beckett també ha contribuït a un dels seus primers textos en francès, La pintura de Van de Velde o el món i els pantalons.
La revista s'ha destacat per la qualitat dels seus articles i il·lustracions que han promogut l'art modern de França durant 30 anys. Entre els artistes representats s'inclouen Picasso Fernand Léger, Max Ernst Raoul Dufy, Marc Chagall Brancusi, Vincent van Gogh, Paul Klee, Henry Laurens Moholy-Nagy, Jean Lurcat, Joan Miró, Calder, Victor Brauner, De Chirico, Marcel Duchamp, o Man Ray.